# Iglesia de San Jacinto (San Jacinto)
La Iglesia Parroquial de San Jacinto se encuentra en la ciudad con el mismo nombre, en el centro del departamento de Canelones Uruguay. 

## Obra
La actual construcción fue proyectada por el arquitecto uruguayo Luis García Pardo.
De planta rectangular y una única nave, el templo se destaca con una única torre-campanario en el paisaje chato del pueblo. De estructura de hormigón armado, su cuerpo está constituido por una serie de arcos ojivales que sostienen un techo abovedado, cubierto al exterior con tejas españolas.

## Historia de la iglesia
Desde 1860 se celebraba misa en una capilla ubicada frente al antiguo cementerio. La iglesia era de terrón y no se encontraba en el mismo lugar que en la actualidad. Para su construcción se utilizaron materiales que sobraron de la casa de un vecino. Las misas eran oficiadas, una vez por mes, por un sacerdote de la iglesia Sauce. El terreno actual de la iglesia fue producto de las donaciones que María Vera hizo en 1878, la misma donó: media cuadra para la iglesia; un solar de 25 varas de frente por 50 de fondo para la casa parroquial, una manzana para la plaza pública, y una cuadra con destino al cementerio. Estas donaciones se llevaron a cabo en Sauce el 28 de octubre de 1878, frente a testigos y autoridades. El archivo parroquial data de 1875, año en el cual se iniciaron las obras del primer templo parroquial. Fue bendecido en 1891, pero las obras quedaron inconclusas por carencia de recursos. Recién en 1905 se efectuó su revocado interior y exterior.[cita requerida]

## La iglesia hoy
En la actualidad la iglesia se encuentra en el centro de la ciudad de San Jacinto frente a la plaza María Vera, a media cuadra del colegio católico San José y a una cuadra de la manzana donde se ubican los demás centros educativos (Escuela Nº105, Liceo San Jacinto y Jardín de Infantes Nº256). La iglesia se ubica en una esquina, junto a ella la casa parroquial, donde reside el cura, allí se brinda atención al público de martes a viernes. También en la misma cuadra se encuentra el salón parroquial, donde se da catecismo, se reúnen los Scout, se realizan loterías y otros beneficios, además de ser un local que se alquila para eventos particulares. En el fondo de la iglesia se encuentra una cancha, conocida por sus habitantes como “el baby viejo” la cual es propiedad de la iglesia. Allí los vecinos de la ciudad se reúnen para realizar campeonatos de fútbol.

## Descripción
Se encuentra en un terreno alto por lo que para acceder posee algunos escalones y rampas a ambos lados que permiten una mejor accesibilidad. Es de color blanco tiene techo de tejas con dos caídas. En el frente tiene una parte más alta en la que se encuentra un reloj de gran tamaño, una campana y al finalizar una cruz de hormigón. Del lado derecho se encuentra una cruz blanca de gran tamaño con la leyenda “Salva tu alma” y posee un pequeño muro que la separa de la calle. Del lado derecho se encuentra la casa parroquial. Posee tres puertas delanteras de ingreso una de frente y junto a esta una a la derecha y otra a la izquierda. La puerta principal, la que se encuentra de frente se abre en ocasiones especiales como casamientos pero sus entradas habituales suelen ser las puertas que se encuentran en los lados. Si se ingresa por la puerta derecha nos encontramos de frente con una escalera que lleva a un pequeño entrepiso el cual se utiliza en eventos especiales y de allí se ingresa al campanario de la parroquia, pero si se quiere ingresar a la iglesia luego de atravesar la puerta se debe girar a la izquierda. En cambio si se ingresa por la puerta izquierda se aprecian  algunas esculturas religiosas y si se gira a la derecha se verá la parroquia en sí. Una vez dentro de la parroquia nos encontraremos con dos largas filas de bancos y al finalizar el altar, donde se encuentra la imagen de Jesús en la cruz. Las paredes son de colores claros en diversos tonos. Posee una gran iluminación artificial gracias a que posee varias arañas en su techo. En las paredes laterales se encuentran varias ventanas finas de vidrios de colores. En las paredes se encuentran también cuadros con diferentes imágenes que van mostrando la crucifixión de Jesús. También podemos encontrar otras figuras religiosas y con ellas algunos fragmentos de sus oraciones. Como en la mayoría de las parroquias cuenta con un confesionario y un pequeño mueble con ofrendas. En el año 2014 ha tenido renovaciones entre ellas la pintura interna y nuevos bancos más modernos.

## Valor para sus habitantes
San Jacinto pertenece a lo que se denomina santoral (junto con Santa Rosa, San Bautista, San Ramón, San Antonio, Santa Lucía, Sauce, Tala) que es reconocido como el sector más cristiano del departamento, tiene presente esto es comprensible que la parroquia posea un gran valor para sus habitantes inclusive aquellos que no profesan esta religión. Tiene un gran valor  para sus habitantes en cuanto a las realizaciones de bautismos, comuniones, casamientos donde muchos de los vecinos de la ciudad viven estas etapas tan importantes de su vida.  Actualmente, las misas se llevan a cabo los sábados, domingos, y algunos días entre semana y las comuniones dos veces al año una para los alumnos del colegio y otra para aquellos que concurren a catequesis. Los bautismos y casamientos se realizan de acuerdo al resto de las personas; para estos dos eventos es necesario anotarse con anterioridad en la casa parroquial. También se suelen llevar a cabo misas especiales para recordar alguna persona fallecida.
Además del valor emocional que posee para sus habitantes tiene un gran valor arquitectónico, junto con el obelisco de la plaza y el busto de Artigas de la Avenida con el mismo nombre, son los monumentos más reconocidos y apreciados. La limpieza de la misma se realiza de forma honoraria por vecinas de la ciudad lo que muestra más aún el valor que tiene la parroquia. Además de los días de misa u otros eventos, los vecinos pueden concurrir a la iglesia en cualquier momento que lo desee ya que tiene sus puertas abiertas durante gran parte del día, al entrar siempre se puede escuchar música religiosa de fondo. En la puerta se publican avisos importantes para los habitantes principalmente en lo que respecta a los eventos propios de la iglesia.